# Sketchpad
Sketchpad byl jedním z nejvýznamnějších předchůdců moderních grafických programů. Tento program přispěl zásadním způsobem k interakci mezi člověkem a počítačem.
Program umožňoval uživateli manipulovat a interagovat s objekty zobrazenými na obrazovce. Používal se zejména na kreslení vědeckých a matematických výkresů.
Později se stal základem pro počítačovou grafiku, rozhraní počítačových operačních systémů a pro softwarové aplikace, které se řadí mezi moderní technologie.

## Historie
V rámci svých doktorských studií navštěvoval Ivan Sutherland Massachusettský (MIT) technologický institut, na kterém v té době vyučoval Claude Shannon a Marvin Minsky.
Zde vyvinul v roce 1963 aplikaci s názvem Sketchpad, kterou popsal ve své diplomové práci: „Sketchpad: A Man-Machine Graphical Communications System“.
Fungovala na TX-2, jednom z počítačů v laboratoři v MIT.

## Charakteristika

### TX-2
TX-2 byl inovativní počítač vyvinutý v roce 1956. Paměť tohoto počítače měla dvakrát větší kapacitu než největší komerční počítače této doby. TX-2 disponoval 320 kB pamětí a 23centimetrovým (9palcovým) CRT displejem, díky němuž přišel Sutherland se svým nápadem. Jednou z jeho klíčových funkcí byla totiž možnost přímé interakce s počítačem prostřednictvím obrazovky.

### Zobrazování grafiky
Sketchpad umožňoval svým uživatelům ovládat grafické prvky, například měnit velikost, přibližovat a oddalovat objekty, pomocí tlačítek. K manipulaci s objekty na CRT obrazovce sloužilo světelné pero – předchůdce moderní počítačové myši.

### Světelné pero
Světelné pero je jedním ze vstupních zařízení pro počítače, které snímá pozici pera na monitoru a umožňuje přenos dat z monitoru přímo do paměti počítače.
Pero, které se při práci se Sketchpadem používalo, se skládalo z fotočlánku a tranzistorového zesilovače, umístěného v krytu pera, připojeného k počítači pomocí kabelu.  Tlačítka umístěná na peru umožňovala uživateli ovládat obraz – například vymazat a přesunout objekty.

## Vývoj
Vytvoření Sketchpadu motivovalo Sutherlanda k vytvoření jedné z prvních vzdělávacích laboratoří počítačové grafiky, kterou v roce 1964 s Davidem Evanem otevřel na Univerzitě v Utahu v Salt Lake City.
O čtyři roky později, v roce 1968, vytvořil Sutherland spolu se svým studentem Bobem Spoullem první systém pro virtuální realitu, který nazvali „The Sword of Damocles“, v překladu Damoklův meč.